# 道の駅ウッディー京北

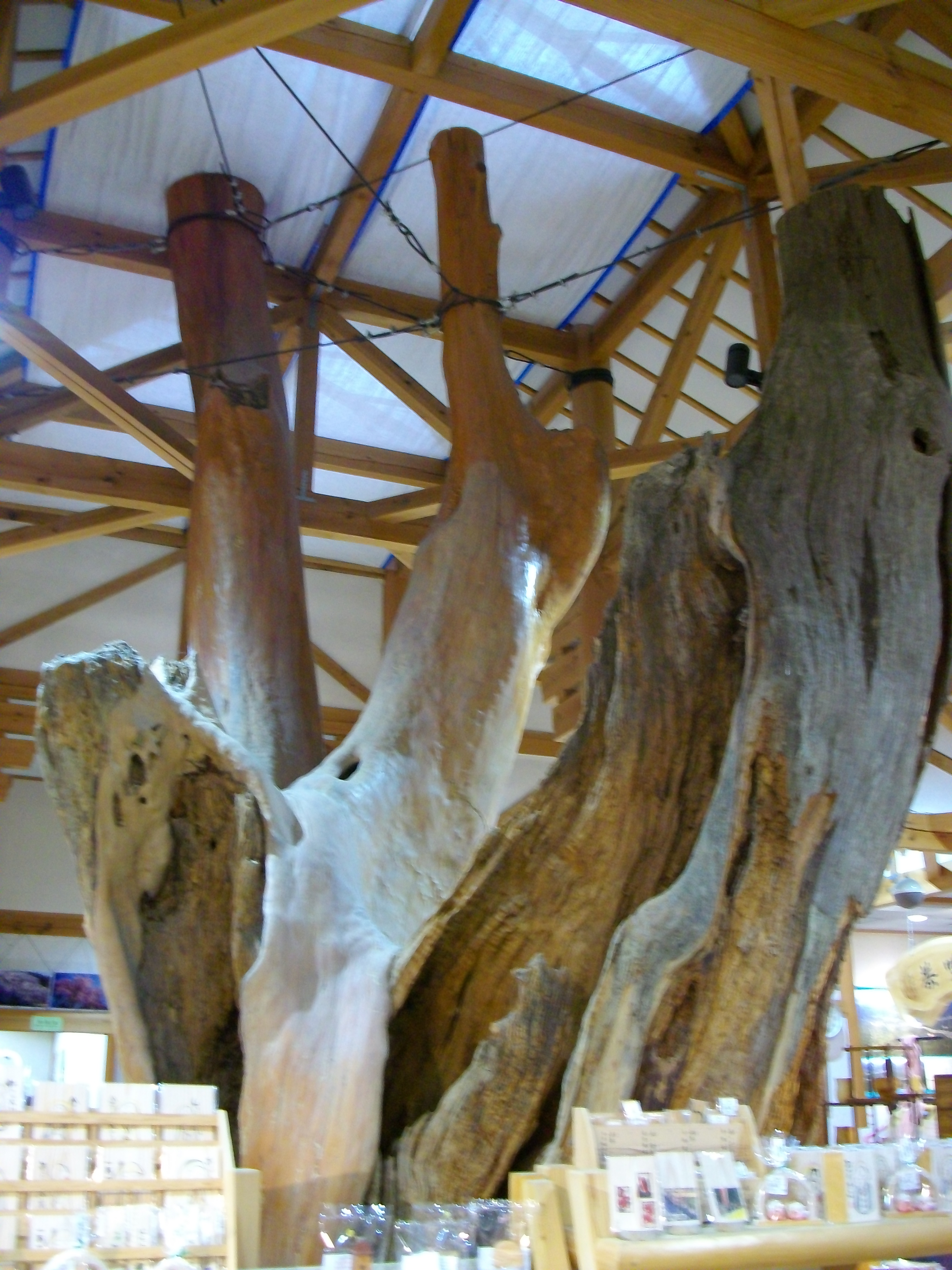
店内中央にそびえるシンボルの台杉

道の駅ウッディー京北（みちのえき ウッディーけいほく）は、京都府京都市右京区京北周山町上寺田にある国道162号（国道477号重複）の道の駅である。
1996年（平成8年）に旧京北町が開設した「ウッディー京北」を、2010年（平成22年）4月17日に道の駅として開駅した。施設の正式名称は「京都市地域特産物需要拡大センター」となっている。

## 施設
- 駐車場
  - 普通車：29台[4]
  - 大型車：3台[4]
  - 身障者用駐車場：2台[4]
- トイレ
  - 男：大・小5器
  - 女：6器
  - 身障者用：1器
- 販売・展示コーナー（農産物直売所、9:00 - 18:00）
- 喫茶コーナー（9:00 - 16:00）
- ソフトクリームコーナー（10:00 - 16:30）

### 管理団体
- 設置者：京都市
- 指定管理者：公益財団法人きょうと京北ふるさと公社[5]

## 休館日
- 年末年始（12月29日 - 1月3日）

## アクセス
- 国道162号[4] - 登録路線
- 国道477号（重複登録）[4]

公共交通機関（路線バス）
- 京都駅から西日本JRバス高雄・京北線周山行きで「京北合同庁舎前」バス停下車[6]、徒歩約1分。
  - 道の駅開設に伴い、最寄りの「京北合同庁舎前」バス停が新設されている[3]。

## 周辺
- 山国神社
- 常照皇寺
- 福徳寺
- 宇津峡公園
- 京北運動公園
- 京北ふるさと農園
- 京都丹波高原国定公園